# Grandin (Missouri)
Grandin és una població dels Estats Units a l'estat de Missouri. Segons el cens del 2000 tenia 236 habitants.

## Demografia
Segons el cens del 2000, Grandin tenia 236 habitants, 90 habitatges, i 64 famílies. La densitat de població era de 227,8 habitants per km².
Dels 90 habitatges en un 30% hi vivien nens de menys de 18 anys, en un 54,4% hi vivien parelles casades, en un 13,3% dones solteres, i en un 27,8% no eren unitats familiars. En el 23,3% dels habitatges hi vivien persones soles el 6,7% de les quals corresponia a persones de 65 anys o més que vivien soles. El nombre mitjà de persones vivint en cada habitatge era de 2,56 i el nombre mitjà de persones que vivien en cada família era de 2,97.
Per edats la població es repartia de la següent manera: un 26,3% tenia menys de 18 anys, un 7,6% entre 18 i 24, un 31,8% entre 25 i 44, un 20,8% de 45 a 60 i un 13,6% 65 anys o més.
L'edat mediana era de 35 anys. Per cada 100 dones de 18 o més anys hi havia 97,7 homes.
La renda mediana per habitatge era de 19.844 $ i la renda mediana per família de 22.500 $. Els homes tenien una renda mediana de 20.417 $ mentre que les dones 21.429 $. La renda per capita de la població era de 10.497 $. Entorn del 24,2% de les famílies i el 28,6% de la població estaven per davall del llindar de pobresa.

## Poblacions més properes
El següent diagrama mostra les poblacions més properes.